# Bengt Degerman
Bengt Olof Degerman, född 21 februari 1955 i Stensele församling i Västerbottens län, är en svensk pensionerad officer i armén.

## Biografi
Degerman avlade officersexamen vid Krigsskolan 1978 och utnämndes samma år till officer i kavalleriet.  Han utnämndes till överstelöjtnant med särskild tjänsteställning 1997 och var 1998–2000 chef för grundutbildningsbataljonen vid Södermanlandsbrigaden (MekB 10). Åren 2003–2005 var han chef för Södermanlands regemente (P 10). Från och med den 2 juni 2005 till och med den 31 december 2005 var han även chef för Mellersta militärdistriktet. Degerman var från och med den 1 augusti 2010 försvarsattaché vid ambassaden i Pretoria, från och med den 30 september 2010 även som sidoackrediterad försvarsattaché vid ambassaden i Luanda och ambassaden i Kinshasa.